# تروي سميث (لاعب كرة قدم أمريكية أمريكي)
تروي سميث (بالإنجليزية: Troy Smith) هو لاعب كرة قدم أمريكية أمريكي، ولد في 20 يوليو 1984 في كولومبوس في الولايات المتحدة.

## وصلات خارجية
- تروي سميث على موقع مرجع كرة القدم المحترفة.كوم (الإنجليزية)
- تروي سميث على موقع إن إن دي بي (الإنجليزية)